# Bruno Dybal
Bruno de Araújo Dybal, más conocido simplemente como Bruno Dybal (Guarulhos, São Paulo, 3 de marzo de 1994) es un futbolista brasileño que se desempeña como centrocampista. Actualmente juega en el Persikabo 1973 de la Liga 1 de Indonesia, máxima categoría de fútbol en el país.
Jugó para clubes como el Palmeiras, Oeste, Ventforet Kofu, Figueirense, Gil Vicente y FK Sūduva Marijampolė.

## Trayectoria

### Clubes
Actualizado al último partido el 30 de septiembre de 2022.
| Club                      | País                   | Año         |
| ------------------------- | ---------------------- | ----------- |
| Palmeiras                 | Brasil                 | 2013 - 2016 |
| → Oeste (cedido)          | Brasil                 | 2014        |
| → Ventforet Kofu (cedido) | Japón                  | 2015        |
| → Figueirense (cedido)    | Brasil                 | 2015 - 2016 |
| Lemense                   | Brasil                 | 2016        |
| Gil Vicente               | Portugal               | 2016 - 2017 |
| Água Santa                | Brasil                 | 2017 - 2018 |
| FK Sūduva Marijampolė     | Lituania               | 2018 - 2019 |
| Samut Sakhon              | Tailandia              | 2019 - 2020 |
| Persiraja                 | Indonesia              | 2020 - 2021 |
| Masfout Club              | Emiratos Árabes Unidos | 2021 - 2022 |
| Persiraja                 | Indonesia              | 2022        |
| Persikabo 1973            | Indonesia              | 2022 - act. |